# سنبل باتلاقی (سرده)
سنبل باتلاقی، گل شپش، شپشه (نام علمی: Pedicularis) نام یک سرده از تیره گل جالیزان است. این جنس در ایران ۹ گونه گیاه علفی غالباً رطوبت پسند و دائمی دارد.